# Harkány
Harkány (hongrois : Harkány [ˈhɒɾkaːɲ] ; croate : Harkanj) est une localité hongroise, ayant le rang de ville dans le comitat de Baranya. Elle est connue pour ses activités thermales.

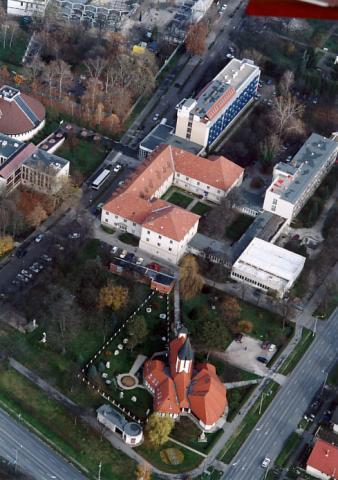
Vue aérienne

## Histoire
Si la ville est mentionnée dans une charte dès 1323, des découvertes archéologiques semblent prouver une occupation des lieux dès l'époque des invasions hunniques et avares.
C'est cependant l'exploitation de sources thermales qui assure sa notoriété à la ville. La découverte de leurs propriétés curatives est intervenue en 1823 : depuis lors, la ville s'est équipée d'un complexe thermal et d'un centre hospitalier spécialisé dans le traitement des rhumatismes. 
L'eau des sources de Harkány jaillissent du sol à près de 60 °C: leur forte teneur en fluor et soufre les rendrait efficaces contre les maladies articulaires et certaines affections gynécologiques.
Les principaux monuments de la ville datent des XIXe et XXe siècles. On trouve notamment deux églises réformées (Református templom) : celle de la rue Terehegyi date de 1800, celle de la rue Kossuth lui étant postérieure de deux ans. Toutes deux sont des édifices de style baroque. En 1906 est également construite une église catholique.

## Relations internationales

### Jumelages
La ville de Harkány est jumelée avec :
- Băile Tușnad (Roumanie)
- Bačko Petrovo Selo (Serbie)
- Bruchköbel (Allemagne) depuis le 23 septembre 1993[1]